# Kirchspiel Garding
Kirchspiel Garding est une municipalité allemande située dans le land du Schleswig-Holstein et dans l'arrondissement de Frise-du-Nord. En 2015, sa population est de 375 habitants.